# Piet Bruinooge
Pieter Marinus (Piet) Bruinooge (Kapelle, 19 september 1955) is een Nederlands politicus en bestuurder. Hij is lid van het CDA.

## Biografie
Bruinooge ging naar de mulo en pabo en was voor zijn wethouderschap zo'n 20 jaar leraar geschiedenis en Nederlands in Zeeland. Hij is zijn bestuurlijke carrière begonnen als gemeenteraadslid van Middelburg in 1986, waaronder zes jaar als CDA-fractievoorzitter. Na deze functie vanaf 1997 te hebben gecombineerd met het wethouder- en locoburgemeesterschap in dezelfde gemeente, werd hij in 2003 benoemd tot burgemeester van Renkum.
Op 15 januari 2007 werd Bruinooge geïnstalleerd als burgemeester van Alkmaar. Op 1 januari 2015 fuseerden de gemeenten Alkmaar, Graft-De Rijp en  Schermer tot de nieuwe gemeente Alkmaar. Op die datum werd Bruinooge de waarnemend burgemeester van die fusiegemeente. In juni 2015 werd hij door de gemeenteraad voorgedragen om daar burgemeester te worden en per 16 september 2015 is hij opnieuw benoemd.
Op 17 augustus 2020 maakte Bruinooge bekend per 1 oktober 2020, mede om gezondheidsredenen, te zullen stoppen als burgemeester van Alkmaar. Tijdens een buitengewone raadsvergadering in de Grote of Sint-Laurenskerk (Alkmaar) ter gelegenheid van zijn afscheid, ontving hij van Alkmaar een insigne in goud. Hij werd per 1 oktober 2020 opgevolgd door Emile Roemer als waarnemend burgemeester.
Na het burgemeesterschap werd Bruinooge actief op het gebied van coaching bij Van Ede & Partners. Daarnaast is hij voorzitter van de Raad van Toezicht van CoMensha, voorzitter van de Stichting Oude Zeeuwse Kerken, voorzitter van de Zeeuwse Erfgoed Coöperatie en penningmeester van de Stichting “Friends of Marimanti” in oprichting.
Bruinooge is getrouwd en heeft vier kinderen.